# 中田仁司
中田 仁司（なかた ひとし、1962年1月17日 - ）は、大阪府出身の元サッカー選手、サッカー指導者。

## 来歴
現役時代はフジタ工業/フジタSC（現・湘南ベルマーレ）、大塚製薬（現・徳島ヴォルティス）でプレー。
引退後は指導者として数クラブを渡り歩き、2004年から名古屋グランパスエイトのコーチに就任。ネルシーニョ監督の更迭に伴い2005年9月に監督代行、10月からは監督に就任してシーズン終了まで指揮を執った。
2015年から横浜FCの強化育成テクニカルダイレクターに就任。ミロシュ・ルス監督の体調不良に伴う辞任に伴い、同年9月15日に監督に就任して シーズン終了まで指揮を執った。2016年シーズンにルス監督復帰後は元に戻っていたが、同年6月にルス監督が体調不良により監督を辞任したことに伴い、再び監督に就任した。
2017年10月15日、成績不振により解任された。
2020年4月、ラインメール青森FCのチームダイレクターに就任した。2021年1月に退任した。

## 所属クラブ
- 1977年 - 1979年 日本大学高校
- 1980年 - 1983年 東海大学
- 1984年 - 1991年 フジタ工業 / フジタSC
- 1991年 - 1993年 大塚製薬

## 個人成績
| 国内大会個人成績 | 国内大会個人成績 | 国内大会個人成績 | 国内大会個人成績 | 国内大会個人成績 | 国内大会個人成績 | 国内大会個人成績 | 国内大会個人成績 | 国内大会個人成績 | 国内大会個人成績 | 国内大会個人成績 | 国内大会個人成績 |
| 年度             | クラブ           | 背番号           | リーグ           | リーグ戦         | リーグ戦         | リーグ杯         | リーグ杯         | オープン杯       | オープン杯       | 期間通算         | 期間通算         |
| 年度             | クラブ           | 背番号           | リーグ           | 出場             | 得点             | 出場             | 得点             | 出場             | 得点             | 出場             | 得点             |
| 日本             | 日本             | 日本             | 日本             | リーグ戦         | リーグ戦         | JSL杯            | JSL杯            | 天皇杯           | 天皇杯           | 期間通算         | 期間通算         |
| ---------------- | ---------------- | ---------------- | ---------------- | ---------------- | ---------------- | ---------------- | ---------------- | ---------------- | ---------------- | ---------------- | ---------------- |
| 1984             | フジタ           |                  | JSL1部           |                  |                  |                  |                  |                  |                  |                  |                  |
| 1985             | フジタ           |                  | JSL1部           |                  |                  |                  |                  |                  |                  |                  |                  |
| 1986-87          | フジタ           |                  | JSL1部           |                  |                  |                  |                  |                  |                  |                  |                  |
| 1987-88          | フジタ           |                  | JSL1部           |                  |                  |                  |                  |                  |                  |                  |                  |
| 1988-89          | フジタ           |                  | JSL1部           |                  |                  |                  |                  |                  |                  |                  |                  |
| 1989-90          | フジタ           | 7                | JSL1部           | 13               | 2                | 4                | 1                |                  |                  |                  |                  |
| 1990-91          | フジタ           | 7                | JSL2部           | 16               | 2                | 1                | 0                |                  |                  |                  |                  |
| 1991-92          | 大塚             | 12               | JSL2部           | 30               | 4                | 1                | 0                |                  |                  |                  |                  |
| 1992             | 大塚             |                  | 旧JFL            |                  |                  | -                | -                |                  |                  |                  |                  |
| 1993             | 大塚             |                  | 旧JFL            |                  |                  | -                | -                |                  |                  |                  |                  |
| 通算             | 日本             | 日本             | JSL1部           | 50               | 6                |                  |                  |                  |                  |                  |                  |
| 通算             | 日本             | 日本             | JSL2部           | 46               | 6                | 2                | 0                |                  |                  |                  |                  |
| 通算             | 日本             | 日本             | 旧JFL            |                  |                  | -                | -                |                  |                  |                  |                  |
| 総通算           |                  |                  |                  |                  |                  |                  |                  |                  |                  |                  |                  |

## 指導歴
- 1993年 - 1995年 大塚製薬 コーチ
- 1996年 - 1999年 横浜マリノス / 横浜F・マリノス
  - 1996年 - 1997年  サテライトコーチ
  - 1998年 コーチ (サテライト兼任)
  - 1999年 ユース 監督
- 2000年 - 2003年 セレッソ大阪
  - 2000年 - 2001年 コーチ
  - 2002年 - 2003年 ユース総括責任者
- 2004年 - 2007年 名古屋グランパスエイト
  - 2004年 - 2005年9月 コーチ
  - 2005年9月 - 2005年10月 監督代行
  - 2005年10月 - 2005年12月 監督
  - 2006年 - 2007年 コーチ
- 2008年 - 2014年10月[7] 徳島ヴォルティス 強化部長兼テクニカルアドバイザー
- 2015年 -　2017年10月 横浜FC
  - 2015年1月 - 9月[8] 強化育成テクニカルダイレクター
  - 2015年9月 - 11月 監督
  - 2016年 - 同年6月 強化育成テクニカルダイレクター
  - 2016年6月 - 2017年10月 監督
- 2018年 - 2019年 FC今治 グローバルグループコーチ（浙江緑城U-13 監督）
- 2020年4月 - 2021年1月 ラインメール青森FC チームダイレクター

## 監督成績
| 年度 | 所属 | クラブ | リーグ戦 | リーグ戦 | リーグ戦 | リーグ戦 | リーグ戦 | リーグ戦 | カップ戦      | カップ戦 |
| 年度 | 所属 | クラブ | 順位     | 勝点     | 試合     | 勝       | 分       | 敗       | Jリーグカップ | 天皇杯   |
| ---- | ---- | ------ | -------- | -------- | -------- | -------- | -------- | -------- | ------------- | -------- |
| 2005 | J1   | 名古屋 | 14位     | 7        | 10       | 2        | 1        | 7        | -             | 5回戦    |
| 2015 | J2   | 横浜FC | 15位     | 17       | 11       | 4        | 5        | 2        | -             | -        |
| 2016 | J2   | 横浜FC | 8位      | 39       | 25       | 11       | 6        | 8        | -             | 4回戦    |
| 2017 | J2   | 横浜FC | 8位      | 57       | 37       | 16       | 9        | 12       | -             | 2回戦    |

- 2005年、2015年、2016年はシーズン途中から（順位は最終順位）。
- 2017年は第37節終了時点。